# Galette
Galette è un termine della lingua francese che indica diverse torte dolci, piatte e croccanti, tonde o di altre forme a piacere, di pasta sfoglia o levitata.

## Tipologie
Esistono numerose varianti regionali della galette che possono contenere frutta, creme o altri ingredienti dolci e cambiare impasto in base alla preparazione. Secondo il Dictionnaire des alimens (1750), quelle principali sono:
- La galette de ménage, torta alla crema con un impasto spesso, compatto e non friabile.
- La galette de plomb,[4] il cui impasto è diverso dalla pasta sfoglia e a base di farina, burro, sale, zucchero, latte e uova. Dopo essere stata impastata con le mani viene capovolta durante la cottura in forno.
- La galette des rois, corrispondente alla torta dei Re, si tratta di una torta alla frutta all'interno della quale si mette

In Bretagna il termine galette indica invece, a seconda dei casi, delle crespelle di grano saraceno farcite con ingredienti salati (kaletez), oppure dei biscotti al burro.